# 37 (число)
37 (тридцать семь) — натуральное число между 36 и 38.

## В математике
- 12-е простое число.
- 37 — нечётное двухзначное число.
- 37 — счастливое число.
- 37 — наименьшее иррегулярное простое число.
- 237 = 137 438 953 472.
- {\displaystyle 3\times 37=111} — одно из важнейших свойств. Оно позволяет в уме быстро умножать на 37 числа, кратные трём. Например: 21⋅37 = 7⋅3⋅37 = 7⋅111 = 777.
- Сумма цифр числа 37 — 10.
- Произведение цифр этого числа — 21.
- Квадрат числа 37 — 1369.
- Существует 37 «дырявых» нонамино ↓6, ↑195 .
- 37 — центрированное шестиугольное число.
- 37% (точнее, {\displaystyle 1/e}) - решение задачи о разборчивой невесте.

## В науке
- Атомный номер рубидия

## В других областях
- 37 год.
- 37 год до н. э.
- 1937 год.
- ASCII-код символа «%».
- 37 — Код субъекта Российской Федерации и Код ГИБДД-ГАИ Ивановской области.
- 37-я воздушная армия.
- 37-й гвардейский стрелковый корпус — войсковое соединение РККА во время Великой Отечественной войны.
- NGC 37 — линзообразная галактика (SB0) в созвездии Феникс.
- Рассеянное скопление M37 (также известное как Объект Мессье 37 или NGC 2099) является рассеянным скоплением в созвездии Возничего.
- 37 секторов (от 0 до 36) содержит колесо французской и европейской рулеток.
- 37 - нижнее боковое место возле туалета в стандартном плацкартном вагоне. [1]

## Ассоциации
В песне Владимира Высоцкого число 37 обладает символическим (фатальным) значением:

…С меня при цифре «тридцать семь» в момент слетает хмель.
Вот и сейчас как холодом подуло:
Под эту цифру Пушкин подгадал себе дуэль
И Маяковский лег виском на дуло.
Задержимся на цифре «тридцать семь». Коварен Бог -
Ребром вопрос поставил: или — или.
На этом рубеже легли и Байрон, и Рембо,
А нынешние как-то проскочили.
Дуэль не состоялась или перенесена,
А в тридцать три распяли, но не сильно.
А в тридцать семь — не кровь, да что там кровь — и седина
Испачкала виски не так обильно…
Владимир Высоцкий, «Песня о фатальных датах и цифрах», 1971

В песне группы Кожаный олень лирический герой сетует на то, что постоянно сталкивается с коварством этого числа:
Боковое место возле туалета
Люцифер придумал и придумал гетто
Сглазил меня кто-то, заявляю всем
Продают мне в кассах место 37

гр. Кожаный Олень, "Место 37"
Песня гр.Сплин "Оркестр" -
"...Среди совсем чужих земель
С меня в момент слетает хмель,
Слетает хмель на цифре 37.

Теперь я знаю, что сказать..."